# S/2008 (524531) 1
S/2008 (524531) 1 ist ein Mond des transneptunischen Objektes (524531) 2002 XH91, das bahndynamisch als «kaltes» Cubewano eingestuft wird. Der Begleiter weist etwa zwei Drittel des Durchmessers des Mutterplanetoiden auf. Da beide Himmelskörper um den gemeinsamen Schwerpunkt kreisen, kann das System auch als Doppelasteroiden-System aufgefasst werden.

## Entdeckung
S/2008 (524531) 1 wurde am 8. November 2008 von einem Astronomenteam bestehend aus Keith Noll (GSFC), Will Grundy (Lowell-Observatorium), Susan Benecchi(–Kern) (PSI), Elizabeth Barker und Harold Levison durch Beobachtungen von 2002 XH91 mit dem Hubble-Weltraumteleskops entdeckt. Die Entdeckung wurde am 27. Mai 2009 bekanntgegeben, der Mond erhielt die vorläufige Bezeichnung S/2008 (524531) 1. (Stand 25. September 2019)

## Bahneigenschaften
S/2008 (524531) 1 umläuft das gemeinsame Baryzentrum auf einer hochgradigen elliptischen Umlaufbahn in einem mittleren Abstand von 22400 km zum Planetoiden (150,3 2002 XH91- bzw. 242,2 S/2008 (524531) 1-Radien) und benötigt dafür 371 Tage und 9 Stunden, was 284,8 Umläufen in einem 2002 XH91–Jahr entspricht. Die Bahnexzentrizität beträgt 0,71, die Bahn ist 3,00° gegenüber der Bahnebene des Planetoiden geneigt.

## Größe
Der Durchmesser von S/2008 (524531) 1 wird derzeit auf 185 km geschätzt, ausgehend von einem geschätzten Rückstrahlvermögen von 9 %, analog zum Mutterplanetoiden. Ausgehend von diesem Durchmesser ergibt sich eine Gesamtoberfläche von etwa 108.000 km2. Die Entdeckung des Mondes hatte Einfluss auf die Größenbestimmung des Mutterplanetoiden, welcher nach aktuellen Schätzungen eine Größe von 298 km besitzt. Damit dürfte S/2008 (524531) 1 62,1 % des Durchmessers von 2002 XH91 aufweisen. Die Systemmasse wurde auf 6,5 · 1018 bestimmt. Die scheinbare Helligkeit von S/2008 (2002 XH91) 1 beträgt 23,9 m.
| Jahr                                         | Abmessungen km | Quelle   |
| -------------------------------------------- | -------------- | -------- |
| 2013                                         | 185,0          | Johnston |
| Die präziseste Bestimmung ist fett markiert. |                |          |